# Sweat (single van Hadise)
Sweat was de eerste single van de Turks-Belgische zangeres Hadise. Hoewel ze zich niet wist te kwalificeren voor de finale van Idool 2003 bleef ze niet onopgemerkt en kreeg op deze manier haar platencontract waar deze single het gevolg van was. 
Er bestaat geen videoclip voor dit nummer, omdat Hadise bij het uitgeven van deze single een mysterieuze figuur wilde zijn. Muziekzenders, bijvoorbeeld JIM, gebruikten daarom haar optreden op de SIMS-awards als videoclip voor dit nummer.

## Hitnoteringen

### VlaamseUltratop 50
| Hitnotering: 27-11-2004 t/m 26-02-2005 | Hitnotering: 27-11-2004 t/m 26-02-2005 | Hitnotering: 27-11-2004 t/m 26-02-2005 | Hitnotering: 27-11-2004 t/m 26-02-2005 | Hitnotering: 27-11-2004 t/m 26-02-2005 | Hitnotering: 27-11-2004 t/m 26-02-2005 | Hitnotering: 27-11-2004 t/m 26-02-2005 | Hitnotering: 27-11-2004 t/m 26-02-2005 | Hitnotering: 27-11-2004 t/m 26-02-2005 | Hitnotering: 27-11-2004 t/m 26-02-2005 | Hitnotering: 27-11-2004 t/m 26-02-2005 | Hitnotering: 27-11-2004 t/m 26-02-2005 | Hitnotering: 27-11-2004 t/m 26-02-2005 | Hitnotering: 27-11-2004 t/m 26-02-2005 | Hitnotering: 27-11-2004 t/m 26-02-2005 |
| Week:                                  | 1                                      | 2                                      | 3                                      | 4                                      | 5                                      | 6                                      | 7                                      | 8                                      | 9                                      | 10                                     | 11                                     | 12                                     | 13                                     | 14                                     |
| -------------------------------------- | -------------------------------------- | -------------------------------------- | -------------------------------------- | -------------------------------------- | -------------------------------------- | -------------------------------------- | -------------------------------------- | -------------------------------------- | -------------------------------------- | -------------------------------------- | -------------------------------------- | -------------------------------------- | -------------------------------------- | -------------------------------------- |
| Positie:                               | 38                                     | 28                                     | 27                                     | 26                                     | 25                                     | 27                                     | 32                                     | 25                                     | 22                                     | 19                                     | 22                                     | 25                                     | 33                                     | 45                                     |